# Клан Гендерсон

Герб вождів клану Гендерсон.

Клан Гендерсон (шотл. — Clan Henderson, гельск. — Clann Eanruig, Clann MacEanruig) — клан Гендерсон, клан Енруг, клан МакЕнруг — один з кланів рівнинної частини Шотландії — Ловленду. Але деякі гілки клану володіли землями в гірській частині Шотландії — в Гайленді.
Гасло клану: Sola virtus nobilitat — Лише чеснота облагороджує (лат.)
Бойовий клич клану: The Hendersons are here! — Гендерсони тут!
Землі клану: Шотландське Прикордоння, Ґлен-Ков, Кейтнесс (шотл. — Scottish Borders, Glen Coe, Caithness)
Символ клану: гілка бавовнику
Вождь клану: Аластайр Гендерсон Форделл (гельск. — Alistair Henderson Fordell)
Історична резиденція вождя клану: Замок Форделл (шотл. — Fordell Castle)

## Історія клану Гендерсон

### Походження клану Гендерсон
Є три гілки клану Гендерсон.
- Клан Гендерсон, що жив на землях Шотландського Прикордоння (з Англією). Їх часто називають «сини Генрі» або клан Генрісон (шотл. — Henryson). У 1374 році Вільям Гендерсон був камергером замку Лохмабен. Він помер у 1395 році.
- Друга гілка — клан Гендесон, що є септою клану МакДональд Ґленков.
- Третя гілка — клан Гендерсон, що є септою клану Ганн, що на крайній півночі Шотландії.

Не ясну в якій степені ці три гілки клану споріднені і чи споріднені взагалі. На цю тему історичних документів і свідчень немає.

### XVI століття
У 1513 році Джеймс Гендерсон Форделл був убитий разом зі своїм старшим сином у битві під Флодден.
Клан заселяє і освоює землі Думфріширу в Ліддесдейлі, але клану Гендерсон немає в списку прикордонних кланів, що був озвучений у парламенті Шотландії в 1594 році, коли уряд намагався придушити дії прикордонних рейдерів.
З цього клану походить Джеймс Гендерсон (Джеймс Генрісон). Він придбав землі Форделл, що в Файфі і збудував замок Форделл. Саме від нього походять всі наступні вожді клану Гендерсон.

### XVII століття
Один з найвідоміших людей з клану Гендерсон був Александр Гендерсон Форделл, що народився в 1583 році. Він здобув освіту в університеті Сент-Ендрюс, де він став магістром мистецтв і професором філософії у 1611 році. Він пізніше став урядовцем приходу Левхарс і протестував проти спроб Чарльза I реформувати церкву Шотландії. Він був особливо проти нових молитовників і вирушив до Единбурга, де він представив клопотання Таємної Ради, заявивши, що книга не отримала санкцію Генеральної Асамблеї Церкви Шотландії і парламенту. Гендерсон і Джонстон Варрістон разом розробили Національний Ковенант, що був першим з подібних документів, що були підписані в церкві Грейфрірс Кірк в Единбурзі. Гендерсон був одноголосно обраний головою Генеральної Асамблеї в Глазго в 1638 році, і тому він був в авангарді церковної політики під час неспокійного правління Чарльза I. Гендерсон також був відповідальним за розробку Урочистої Ліги та Пакту в 1643 році. Він же вів переговори з королем, коли почалися бойові дії громадянської війни. Гендерсон зустрічався з королем і пробував переконати його погодитись з вимогами церкви Шотландії. Гендерсон помер через поганий стан здоров'я в серпні 1646 року і був похований на подвір'ї церкви Грейфріарс. Там зберігся пам'ятник йому.
Тим часом Джон Гендерсон Форделл — V вождь клану Гендерсон воював як вірний рояліст за короля під час громадянської війни в Шотландії.

## Клан Гендерсон— септа клану МакДональд з Гленкоу
Був ще клан Гендерсон, що жив на крайній півночі Шотландії — в горах, в Гайленді, в місцевості Ґлен-Ков. Цей клан називався ще МакЕнруг або Енруг. Історичні перекази говорять, що цей клан походить від принца піктів Енруга Мора Мак Рі Нехтайна (гельск. — Eanruig Mor Mac Righ Neachtain) — сина короля піктів Нехтайна. Його ще називають Великий Генрі син короля Нехтайна. Нехтайн або Нехтан Мак Дер-Ілей (гельск. — Nechtan mac Der-Ilei) був королем королівства піктів Альба і правив десь між 700 і 724 роками. Не відомо, коли клан Гендерсон (МакЕнруг) поселився в долині Ґлен-Ков, але історична традиція і перекази говорять, що один з вождів клану МакЕнруг одружився з багатою спадкоємицею тих місць. Він був сином коханки Енгуса Ога Островитянина (гельск. — Aonghas Óg). У них був син Ян Фраох (гельск. — Ian Fraoch). Сином Яна Фраоха був Ян Абрах (гельск. — Iain Abrach) — його нащадки іменувалися клан МакЯн — вони стали вождями клану МакДональд Ґленков. У 1662 році відбулася сумнозвісна Різанина в Ґленков. Серед вбитих був вождь клану Гендерсон, відомий музика-дудар та співак Гендерстон. Про нього говорили, що він був ростом 6 футів і 7 дюймів.

## Клан Гендерсон— септа клану Ганн
Інші люди, що називали себе кланом Гендерсон жили на крайній півночі Шотландії і були септою клану Ганн. Гендрі (гельск. — Hendry) — один з молодших синів вождя клану Ганн жив у XV столітті. Він заснував власну септу, що називалася клан Гендерсон або Гендрісон.

## Вождь клану Гендерсон
Нинішнім вождем клану Гендерсон є Алістайр Доналд Гендерсон Форделл (гельск. — Alistair Donald Henderson Fordell) — екологічний інженер, що спеціалізується на дослідженні проблеми забруднення повітря. Він живе в Брисбені, Австралія. Він є постійним членом Ради Шотландських Вождів.

## Замки клану Гендерсон
- Замок Форделл (шотл. — Fordell Castle) — розташований за одну милю від Інверкейтінг, що у Файфі. Був резиденцією вождів клану Гендерсон. Перебудований у XVI столітті. До цього належав клану Айрт Плен. Цей замок пережив пожежу під час чергової війни в Шотландії — клан Гендерсон тоді підтримав Марію Стюарт — королеву Шотландії. Під час громадянської війни замок був розграбований військами Кромвеля після битви під Інверкітінг у 1651 році. Згодом в результаті шлюбу замок перейшов у власність Дункана Кампердауна, вожді клану Гендерсон переїхали в таунгауз на Черч-стріт в Інверкітінгу в будинок, що став відомий як Форделл-Лоджінґ.
- Замок Оттерстон (шотл. — Otterston Tower) — у двох милях на захід від Абердура. Замок має L-подібний план, пізніше він був реконструйований. Замок став власністю клану Гендерсон у XVI столітті, клан замок перебудував, проте потім він став власністю клану Мовбрай Барнбоугл у 1589 році.
- Замок Брумгілл-Гауз (шотл. — Broomhill House) — на півдні Единбурга. Клан Гендерсон володів ним з 1508 по 1648 рік. Потім замок був зруйнований і знесений, землі перейшли до клану Байрд Ньюбіт (шотл. — Baird Newbyth), а потім до клану Троттер Мортонголл (шотл. — Trotter Mortonhall).

## Септи і варіанти назви клану Гендерсон
- MacEanrig / Eanrig
- MacEnrig / Enrig
- MacIanruig / Ianruig
- MacIanrig / Ianrig
- MacInrig / Inrig
- MacCanruig / Canruig
- MacCanrig / Canrig
- (Mac) Anrig / Andrig / An(d)rigson
- (Mac) Enrig / Endrig / Endrigson
- (Mac) Henrig / Hendrig / Hendrigson
- (Mac) Kenrig / Kendrig / Kendrigson
- (Mac) Kanrig / Kandrig / Kandrigson
- (Mac) Canrig / Candrig / Candrigson
- (Mac) Anri(c)k / Andri(c)k / An(d)ri(c)kson
- (Mac) Enri(c)k / Endri(c)k / En(d)ri(c)kson
- (Mac) Henri(c)k / Hendri(c)k / Hen(d)ri(c)kson
- (Mac) Kenri(c)k / Kendri(c)k / Ken(d)ri(c)kson
- (Mac) Kanri(c)k / Kandri(c)k / Kan(d)ri(c)kson
- (Mac) Canri(c)k / CanrCandri(c)k / Can(d)ri(c)kson
- (Mac) Anry / Andry / An(d)ryson
- (Mac) Henry / Hendry / Hen(d)ryson
- (Mac) Kenry / Kendry / Ken(d)ryson
- (Mac) Anrie / Andrie / An(d)rieson
- (Mac) Henrie / Hendrie / Hen(d)rieson
- (Mac) Kenrie / Kendrie / Ken(d)rieson
- (Mac) Anree / Andree / An(d)reeson
- (Mac) Henree / Hendree / Hen(d)reeson
- (Mac) Kenree / Kendree / Ken(d)reeson
- End(h)erson
- Henderson
- Hendron
- Henders
- Henerson

Люди клану Гендерсон, що живуть в Ірландії, називають себе МакГенрі (ірл. — McHenry).